# 桜ひなの
桜 ひなの（さくら ひなの、2004年5月6日 - ）は、日本の歌手、モデル、アイドルであり、女性アイドルグループいぎなり東北産のメンバー。岩手県出身。スターダストプロモーション所属。

## 人物
- 愛称は「ひなもん」「もんちゃん」。昔は「ひなのん」という愛称だったが、ほかと変わりなく普通っぽくなってしまうので、名前とは何も関係ないがクマ好きということもあり「（ひな）もん」を付けることになった[2]。クマのプーさんが好き[3][4]。
- 趣味はダンス、歌うこと[5]、お菓子作り、手紙を書くこと、細かい作業[6]。特技は、ダンス、歌[1]。推しは、柏木ひなた、逃げ水あむ[7]。
- アニメとVOCALOIDと音楽が好き[8]。リラックスタイムに聴く音楽は「ボカロとJ－POP」[9]。

### モデルとして
2016年にSENDAI COLLECTIONなどのファッションショーに出演。2022年からは仙台大原簿記情報公務員専門学校のパンフレット表紙やWEBなどのモデルを務めている。2023年にはストリートブランド「THE BACK OF BOYS」とのコラボレーションでモデルを務めた。2025年6月に開催されたシンデレラフェス2025（@さいたまスーパーアリーナ）のファッションショーに出演した。
2021年6月29日にいぎなり東北産を代表して楽天生命パーク宮城にて東北楽天ゴールデンイーグルス公式戦の始球式を務め、BBMベースボールカード FUSION2021「始球式カード」としてトレーディングカード化された。

### 歌手として
幼稚園の頃から歌とダンスが好きであった。
2015年9月（当時小学5年生）、いぎなり東北産のメンバーとして花彩（伊達花彩）と共に初お披露目。同学年の花彩とは初めて会った時にかわいさと実力に衝撃を受け、切磋琢磨し合える相手で、歌を頑張ろうと思える理由の一つになっているという。2017年の桜エビ〜ずとのツーマンライブでは花彩と2人で東日本大震災の復興支援ソング「花は咲く」を歌い上げた。2024年には歌唱力を活かした伊達花彩とのユニット楽曲「轟」が発表され、アルバム『東北産万博』に収録されている。同年8月31日には「桜ひなの カラオケリサイタル」を開催した。同年11月のSTARDUST THE PARTY2024で新ユニット『待つことが苦手組。』に選抜され楽曲「待つことが苦手になりました」（2024年11月24日配信）を披露した。2025年5月17日に自身のソロ楽曲「私、プリンセスだもん！」を配信リリースした。
憧れは私立恵比寿中学の元メンバーでソロシンガーの柏木ひなた。「一生の憧れ」「神様」と称して尊敬しており、会うたびに泣いている。将来の夢はひなたさんと仲良くなること。2018年7月28日に開催されたイベント「夏S」にて柏木ひなたとmomonaki『Fallin’ Snow』をデュエットした。その際、桜ひなのがステージに立つ前にかなり緊張していたため、柏木ひなたがハグして緊張をほぐしてくれたという。ABSラジオ「タマリバ」の番組内コーナー「いぎなり秋田でラジオっこ！」（2023年9月22日放送）では柏木ひなたが学んだように民謡歌手の藤原美幸から秋田民謡のレッスンを受けている。1つ1つの曲の雰囲気に合わせて声色を変えるのが好きで、かわいい曲はお砂糖みたいに甘々な声、かっこいい曲はこぶしを利かせたり太めの声、元気な曲は元気っ子ちゃんって感じの声と使い分けている。楽曲「BUBLLE POPPIN」のロングトーンが魅せ場の一つ。
目標は、歌でみんなを喜ばせること、私の歌で人の感情を動かすこと。「歌は、私の中で絶対になくてはならないもので、失ったら怖いものです。そして一生かかわっていきたいものです。」と語り、夢は「私の歌声でたくさんの人の心を動かし、日常を彩る音楽を届けること」。「私はこれまでたくさん音楽に支えてもらいました。今度は、私がその存在になりたいです。」

### いぎなり東北産として
- いぎなり東北産でのメンバーカラーはオレンジ 。マネージャーがみかんを見た時に「ひなのだ！」と思ったらしく、オレンジになったという。[2]
- キャッチコピーは「一周回ってかまってちゃん」[24]
- 座右の銘は「やりたくない事やってる暇はない」
- 言われてうれしい一言「犬飼ってもいいよ」
- 公式ファンクラブ「いぎなり東北ファン倶楽部」でメンバーコンテンツ「ひなの妄想日記♡」を更新している。
- 東北のおすすめは「雫石のアイスクリーム」。岩手県産（岩手出身）として、自身の生誕イベント「さくらホールでひなのを見る会」を北上市文化交流センター さくらホールにて開催したり、NHK総合（盛岡放送局）「Iwateen」で八幡平を紹介した。2019年6月にはイベント「東北文化遺産をたずねて―」を岩手銀行赤レンガ館にて開催、WEB月刊まっぷる（昭文社）2024年3月号[25]では「岩手県の推しみやげ」として南部せんべいなどのお土産を紹介している。
- フルーツ全般が好き。東北楽天ゴールデンイーグルスとのコラボグルメ「楽天モバイルパーク宮城産いぎなりおいしいプレート」に、岩手県産いわい鶏をレモンでグリルし、オレンジソースをかけ、オレンジをトッピングしたメニュー「鶏レモングリルオレンジソースかけ」がある[26]。
- いぎなり東北産の楽曲『3000days』について「震災についてあまり知らない人も この曲を聴いて（想像じゃないけど）同じ気持ちを感じ取ってほしい 心がつながればいいなと思って歌っています」とコメントしている[27]。
- 自己紹介フレーズは、「（ひなもんは〜）可愛いもーん♡（ひなもんは〜）できる子だもーん♡（ひなもんは〜）もっともーっと、目立ちたいもーん！！！（俺のー、ひなもーん！）ノンノンノン。みんなのひなもん！○年生、○○歳、岩手県産の桜ひなのですっ！」
- 2019年、ライブGIG TAKAHASHIの「BUBLLE POPPIN」で果敢に掛け合いをレクチャーする場面があった。[28]
- 2020年、初のクラウドファンディングプロジェクト「新曲『re;star』初のメイク＆新衣装でMV制作したい！」の開始にあたり、「皆さんへ いつも私達に楽しい時間をくださって、ありがとうございます！私達はもっと新しい東北産を見せたいです。もっと東北産を知って欲しいです。でも、それは私達だけの力では難しいんです。どうか皆さんの力を貸していただけませんか？皆産のことを必ず笑顔にできる作品にします！どうかどうかお力添えよろしくお願いします。」と呼びかけた。[29]
- 2021年6月29日、楽天生命パーク宮城の楽天イーグルス公式戦の始球式に初登板して「（略）ずっと夢だった始球式に出させていただけたのはファンの皆さん、楽天イーグルスの皆さんのおかげだと思いますし感謝の気持ちでいっぱいです。これからも東北を盛り上げていけるようにファンの皆さん、楽天イーグルスの皆さんと一緒に頑張ります。」とコメントした。[30]
- いぎなり東北産リーダーの橘花怜は桜について「もん（桜ひなの）は東北の歌姫ですね。とにかく歌がうまいです。（略）無邪気でワンちゃんみたいな性格なんですけど、メンバーのテンションが下がっていたら盛り上げてくれるんですよ。もんもムードメーカーなところがありますね。ワンちゃんで小悪魔でかわいい姫です」と解説している[31]。

### その他
- 2022年も「可愛無限」（かわむげん）を続けていきたいという。可愛無限とは桜の造語で、「かわいさが無限！といったような、とにかくずっとかわいくいたいというような意味が込められている？」とのこと[32]。
- 気配斬り対決で靴を脱ぎ自分のいない方向に投げ音で対戦相手を惑わせる[33]、いす取りゲームで座れなくても空気イスでしれっと観客やスタッフの目を欺こうとする[34]といった面白エピソードがある。
- 2024年には9日間のイベント出演後に設けられた夏休みに、母を初めての沖縄へ連れて行ってあげた[35]。
- 昔からみんなを守るヒーローになるのが夢だった[36]。
- 好きな食べ物はポテトサラダ、フルーツ全般、ハンバーグ、[5]、マカロン[37]、アスパラガス。[38]
- ブログの末尾に「シーユー( *´꒳`*)੭⁾⁾」をつけておわる。絵文字はその時の気分を表している。[39]
- 小学生低学年の頃にスカッシュを習っていた[40]。
- 好きな色はオレンジ、白、水色[5]

## 略歴
幼稚園の頃から歌とダンスが好きで将来の夢がアイドルだった。テレビで見たももいろクローバーZの高城れになどに影響を受け、アイドルへの思いが強くなっていった。
小学4年生の冬、2分の1成人式にて「アイドルになりたい」という将来の夢を発表。小学4年生の終わり頃、旅行で出かけた原宿にてスカウトされ、スターダストプロモーションが設立して間もない仙台営業所に所属する。
- 2015年8月（当時小学5年生）、いぎなり東北産の結成メンバーとなる。
- 2015年9月12日、定禅寺ストリートジャズフェスティバル 株式会社オンサイトスペシャルタイアップステージにて花彩と共に初お披露目。
- 2016年5月4日、「SENDAI COLLECTION」にてモデルを務める。
- 2016年10月22日、「TOHOKU DREAM AUDITION 2016」ファイナリストとなる。
- 2021年1月20-24日、舞台 劇団ズッキュン娘 第15回本公演「ハリケーン・マリア」に小池いずみ 役として出演[45][46]。
- 2021年5月5日、桜ひなの生誕祭 〜さくらホールでひなのを見る会〜（@北上市文化交流センター さくらホール）を開催。
- 2021年5月6日、個人インスタグラム[47]を開設
- 2021年6月21日、いぎなり東北産の始球式挑戦者決定戦で優勝し6月29日の始球式登板が発表された[48][49][50]。
- 2021年6月29日、楽天生命パーク宮城にて東北楽天ゴールデンイーグルス公式戦の始球式を行う[51][52][53]。
- 2022年、仙台大原簿記情報公務員専門学校のパンフレット表紙やWEBなどのモデルに就任[54]。
- 2023年4月22日、桜ひなの生誕祭〜ぼえぼえリサイタル〜（@仙台darwin）を開催。
- 2023年7月、ファッションブランド「THE BACK OF BOYS(TBOB)」のモデルを務める。
- 2024年5月10日、桜ひなの生誕祭20th 〜歌姫のお誕生日会へようこそ〜（@SHIBUYA PLEASURE PLEASURE）を開催。
- 2024年8月31日、桜ひなのカラオケリサイタル（@誰も知らない劇場）を開催。
- 2024年11月、STARDUST THE PARTY2024にて新ユニット『待つことが苦手組。』に選抜され楽曲「待つことが苦手になりました」を披露した。同曲は11月24日に配信リリースされた。
- 2025年5月17日、桜ひなのソロ曲「私、プリンセスだもん！」をサブスク配信。同日、桜ひなの生誕祭2025 あいどるDOLL♡~時をとめたいっ♡（@日本青年館ホール）を開催。

## 出演

### モデル
- SENDAI COLLECTION 2016（2016年5月4日）
- TOHOKU DREAM COLLECTION（2016年10月22日、ゼビオアリーナ仙台） - 「TOHOKU DREAM AUDITION 2016」ファイナリスト
- ストリートブランド「THE BACK OF BOYS(TBOB)」（2023年） - モデル
  - TBOB 2023 season CITY PACK
- 仙台大原簿記情報公務員専門学校（2022年 - ） - パンフレット表紙[55]やWEBなどのモデル[56]
- シンデレラフェス2025 ファッションショー（2025年6月8日、さいたまスーパーアリーナ）

### テレビ
- 5きげんテレビ（2017年6月15日 テレビ岩手）
- 清塚信也のガチンコスターダストプラネット（2017年10月26日 フジテレビNEXT） - Coccoの「Rainning」を歌唱
- エビ中の青春女子旅〜秋田ものしり王決定戦〜（2020年12月、ABS秋田放送で放送、国内向け有料配信の他、台湾でも放送）[57][58] - 律月ひかると出演
- コアラモード.小幡康裕のガチンコスターダストプラネット（2021年11月11日 フジテレビNEXT） - 飛行船の「遠野物語」を歌唱
- しおこうじ玉井詩織×坂崎幸之助のお台場フォーク村NEXT（第132夜 2022年5月10日 フジテレビNEXT）
- Iwateen（NHK総合 岩手）
  - いわて情報局（IIA） アイドル・桜ひなのが面接の作法を調査！（2022年10月22日）[59]
  - いわて 自然を満喫する八幡平の旅（2023年10月14日）
- サタデーファンキーズ（2024年7月20日、岩手めんこいテレビ）
- あすとつながるテレビ 宮城がもっと好きになる記念日（2024年9月28日、東日本放送）[60] - 栗原市

### ラジオ
- クリエイターズ・スタジオ with ボカコレ（2024年2月1日 2025年2月27日、JFN系列）

### 舞台
- 舞台 劇団ズッキュン娘 第15回本公演「ハリケーン・マリア」（2021年1月20-24日 東京・銀座博品館劇場）[61] - 小池いずみ 役

### イベント
- 始球式 プロ野球 東北楽天ゴールデンイーグルス公式戦（2021年6月29日 楽天生命パーク宮城）
  - BBMベースボールカード FUSION2021（2021年12月発売） - 「始球式カード」としてトレーディングカード化[62]
- 大森杏子「エンドーvs万代」（2021年7月17日 エンドーチェーン EBeanS）[63]
- OPEN MIC DAY EVENT vol.2（2022年4月3日 shibuya eggman）[64]
- 大森杏子生誕祭スペシャルイベント（2022年8月13日 エンドーチェーン EBeanS）[65]
- TOKYO IDOL FESTIVAL 2023「IDOL SUMMER JAMBOREE ACOUSTIC」（2023年8月5日 お台場・海浜エリア） - TIF2023の企画、三品瑠香（わーすた）と歌唱。TIF2023 TALKIN'IDOL RADIO 2023にも出演。
- アイふた vol.62（2025年3月25日、LOFT9 Shibuya）

### 雑誌
- IDOL AND READ 028（2021年8月25日、シンコーミュージック・エンタテイメント）
- IDOL FILE（ロックスエンタテインメント）
  - Vol.30 SCHOOL FASHION（2023年6月16日）
  - Vol.35（2025年4月11日）
- VVmagazine Vol.119（2024年5月31日、ヴィレッジヴァンガード）
- JUNON 2025年8月号（2025年6月20日、主婦と生活社）

### WEB
- いっきゅうオンデマンド（2021年7月13日 7月16日、YouTube）[42][14]
- 柚姫の部屋（2020年12月7日 2021年1月18日 10月18日、YouTube）
- DJ Tomoaki's Radio Show! （2023年9月21日、下北FM）
- CanCamRoom 第106回（2024年3月14日、SHOWROOM） - MC:菜波
- やかんとアイドル（2024年3月、YouTube）[66]
- 乃木坂46がMCのアイドル番組「生のアイドルが好き」（2025年3月10日、ニコニコ生放送）

### その他
- 夕刊フジ（2023年8月31日） -  芸能面17P[67]

## 作品
- 轟（2024年、作詞・作曲・編曲：園田健太郎） - 伊達花彩とのユニット楽曲、いぎなり東北産のアルバム『東北産万博』に収録
- 待つことが苦手組。『待つことが苦手になりました』（2024年11月24日配信、作詞・作曲：和ぬか） - STARDUST THE PARTY2024選抜ユニットの楽曲
- 桜ひなの『私、プリンセスだもん！』（2025年5月17日、作詞・作曲・編曲：金山秀士） - ソロ曲